# Shake It Up (Divine)
«Shake It Up» es el nombre de un sencillo de la cantante, actriz y drag queen, Divine, publicado en 1983 con el álbum "The Story So Far".

## Contenido
Shake It Up (Agítalo) fue publicado en 1983 por Divine, su segundo éxito conocido mundial mente después de "Shoot your shot". El sencillo de basa en poder bailar sabiendo que es posible dejar la pereza y estando bien, Divine exclama que ella tiene lo que se necesita para poder estar de una nueva forma, bailar y pasarla bien.

## Lista de canciones

### Dutch Vinilo, 12" sencillo
1. "Shake It Up (Ed Smit Remix)" - 9:28
2. "Jungle Jezebel" - 4:42

### German Vinilo, 12" sencillo
1. "Shake It Up (Especial Versión Larga)" - 6:41
2. "Shake It Up (Versión Instrumental)" - 4:00

## Video musical
El video musical fue lanzado por primera vez en televisión a finales de 1983, donde se puede ver a la cantante bailando y cantando en un lugar oscuro con muchos poste de papel que van cayendo mientras va transcurriendo el vídeo hasta que no queda ninguno.
"Shake It Up" music video en YouTube.

## Posiciones
| Gráfico (1983)       | Número Posición |
| -------------------- | --------------- |
| Dutch Singles Chart  | 13              |
| German Singles Chart | 26              |
| UK Singles Chart     | 82              |